# 猿羽根大橋
猿羽根大橋（さばねおおはし）は、山形県尾花沢市に架かる橋。

## 概要
最上川に架かる橋で、山形県道187号芦沢停車場実栗屋線が通る。橋の色は赤。尾花沢市北端の毒沢集落と国道13号を結ぶ橋となっており、左岸から右岸に渡るとすぐ国道13号がある。
橋ができる以前、対岸へ渡るための手段は渡し舟であった。毒沢集落にはかつて最上川舟運の舟見番所があった為、舟を持っている家は当時多かったと言うが橋の建設を望む声は強く、1973年に橋は完成した。

## 周辺
- 猿羽根峠